# Dysphania abrupta
Dysphania abrupta är en fjärilsart som beskrevs av Walker 1862. Dysphania abrupta ingår i släktet Dysphania och familjen mätare. Inga underarter finns listade i Catalogue of Life.